# スコット・ジョンソン
スコット・ジョンソン（Scott Johnson、1952年5月12日 - 2023年3月24日）は、アメリカ合衆国の作曲家。音楽のメロディに、録音されたスピーチを使用した先駆者として知られる。2006年のグッゲンハイム・フェロー受賞者である。

## ジョン・サムバディ
エレクトリック・ギターと録音されたスピーチのための1982年の作品『John Somebody』は、トーンの調和で囲まれたスピーチ・メロディを収めた初期の一例である。それは下記のフレーズのヴァリエーションを繰り返す独身女性の声による有名なテープループにちなんで名づけられた。
「あなたはニューヨークに誰がいるか知っていますか？」
「あなたはあの男のことを覚えてますよね……ジ、ジョン、誰か？」
「彼は……でした……ある種の……でした」
ジョンソンの初期作品は、デジタル音楽編集が登場するよりもずっと以前に作成された。このようなテープループを作成するには、ループさせるための長い磁気テープを実際に切り貼りすることを意味し、プレーヤーを通過させて目的のテープにダビングしている。
『イッツ・ゴナ・レイン』（1965年）や『カム・アウト』（1966年）を含む、スティーヴ・ライヒによるミニマル・ミュージックの力作は、話し言葉とテープループを使って音楽を制作するスコット・ジョンソンの作曲にとって非常に重要なものであった。

## その他の作品
ジョンソンはまた、アメリカ特有の民俗音楽と芸術音楽の伝統を彼ならではのやり方で交差させたり、コンサート作品でエレクトリック・ギターを利用したり、弦楽四重奏などの芸術音楽ジャンルにポピュラー音楽構造を適応させることで知られている。
ジョンソンは、クロノス・クァルテット（アルバム『ショート・ストーリーズ』）やセントポール室内管弦楽団を含むアーティストたちにより広く作曲を依頼されてきた。ニューヨーク在住。

## 死去
ジョンソンは2021年に肺がんと診断され、2023年3月24日にマンハッタンで誤嚥性肺炎の合併症により亡くなった。70歳没。

## ディスコグラフィ

### アルバム
- John Somebody (1986年)
- Patty Hearst (Original Motion Picture Soundtrack) (1988年)
- 『ロック、ペイパー、シザーズ』 - Rock/Paper/Scissors (1997年)
- Americans (2010年)
- Mind Out Of Matter (2018年)

### 作品提供アルバム
- クロノス・クァルテット: 『ショート・ストーリーズ』 - Short Stories (1993年) ※「Soliloquy (『How It Happens』より)」収録
- クロノス・クァルテット: 『紫のけむり - クロノス スーパー・ベスト!』 - Released/Unreleased 1985-1995 (1995年) ※「It Raged (『How It Happens』より)」収録
- クロノス・クァルテット: 『吠える! ≪アメリカン・ヴォイス≫』 - Howl U.S.A. (1996年) ※「Cold War Suite (『How It Happens』より)」収録
- Dora Ohrenstein: Urban Diva (2007年) ※「Confetti Of Flesh (I Am New York City)」収録
- Anderson/Fader Duo: Le Cirque (2013年) ※「Bowery Haunt」収録

## 参考
- ミニマル・ミュージック
- フィリップ・グラス
- テリー・ライリー
- ラ・モンテ・ヤング
- スティーヴ・ライヒ
- グレン・ブランカ